# Goldener Spatz 2008
Das 16. Kinder-Medien-Festival „Goldener Spatz“ fand vom 20. bis 26. April 2008 in Gera und in Erfurt statt. Nach dem Goldenen Spatzen 2007 ging man als entscheidende Veränderung vom zweijährlichen zum jährlichen Festivalturnus über. Zudem wurde die offizielle Bezeichnung der Veranstaltung von Kinder-Film&Fernsehfestival in Kinder-Medien-Festival geändert, da bereits seit 2001 neben Filmen und Fernsehproduktionen auch Internetauftritte ausgezeichnet werden.
Insgesamt zog das bundesweit größte Filmfestival für Kinder in beiden Städten etwa 11.000 Besucher an. 38 Film- und Fernsehbeiträge standen, im Gegensatz zu 62 Beiträgen des Vorjahres, in sechs Kategorien im Wettbewerb um die „Goldenen Spatzen“, die traditionell von einer 20-köpfigen Film- und Fernsehjury bestehend aus Kindern gewählt werden. Daneben gab es noch „Online Spatzen“ für das beste Internet-Angebot („Webspatz“) und das beste Onlinespiel („Onlinespiele-Spatz“) und Sonderpreise wie den SPiXEL. Neben den Kinderjurys gab es auch sechs Fachjuroren, die zwei weitere Preisträger benannten. Die insgesamt neun vergebenen Preise für Film- und Fernsehbeiträge wurden am 25. April im Erfurter Kino CineStar verliehen.
Eröffnet wurde die Veranstaltung in Anwesenheit der Festival-Leiterin Margret Albers mit dem kurzen Animationsfilm Was denkst du über Arm und Reich? von Karsten Kiilerich sowie Alan Smithees Spielfilm Stella und der Stern des Orients, einer Koproduktion der Kinderfilm GmbH, der Studio Babelsberg Motion Pictures GmbH und des ZDF.

## Preisträger

### Preise der Kinderjury
- Kino-/Fernsehfilm: Die drei ??? – Das Geheimnis der Geisterinsel (Buch: David Howard, Regie: Florian Baxmeyer)
- Kurzspielfilm, Serie/Reihe: KI.KA-Krimi.de: Flinke Finger (Buch: Mario Giordano und Andreas Schlüter, Regie: Christoph Eichhorn)
- Information/Dokumentation: PUR+: Kopfsprung in die Tiefe (Regie: Klaus Heim)
- Minis: Die Moffels (Regie: Ute Krause, Sabrina Warnie)
- Unterhaltung: Reläxx – Das Magazin mit Biss: Folge 42/07 (Regie: Ulrike Licht)
- Animation: Ernst im Herbst (Buch: Marcus Sauermann, Regie: Jakob Schuh, Michael Sieber)
- Bester Darsteller/Bester Moderator: Andreas Korn

### Online Spatzen
- Goldener Webspatz: www.tivi.de[3]
- Goldener Onlinespiele-Spatz: Mountainbike auf www.miniclip.de

### Preise der Fachjury
- Bestes Vorschulprogramm: Die Sendung mit dem Elefanten: Veränderung
- Preis des MDR-Rundfunkrates (für das beste Drehbuch): Andreas Utta für Felix

### SPiXEL-Preise
- Kategorie Information/Dokumentation: (Schüler des Medienprojektes „KUHlisse“)
- Kategorie Animation: Übermut tut selten gut (Kinder der Erich-Kästner-Grundschule Gera)
- Kategorie Spielfilm: Sandras beste Freundin (Filmworkshop Hamburger „Ferienpass“)

### Sonstiges
Dieses Jahr wurde zusätzlich ein Silberner Spatz verliehen. Er ging an Hans Vávra, für sein nun seit 25 Jahren geleistetes Engagement bei der Stiftung Goldener Spatz.